# Sebastián Montoya
Pour les articles homonymes, voir Montoya.
Sebastián Montoya, né le 11 avril 2005 à Miami (États-Unis), est un pilote automobile colombien. Il participe à des épreuves de monoplaces dans la catégorie Formule 4 en Allemagne et en Italie ainsi qu'à des épreuves d'endurance aux mains de Sport-prototypes dans des championnats tels que le WeatherTech SportsCar Championship. Il est le fils de l'ancien pilote de Formule 1 Juan Pablo Montoya.

## Carrière

### Bref soutien de la Ferrari Driver Academy
En 2018, alors qu'il est encore en karting, Montoya reçoit le soutien de la Ferrari Driver Academy mais ses résultats ne correspondent pas aux attentes de la structure italienne ; il est évincé dès la fin de l'année.

### Débuts en monoplace en Formule 4

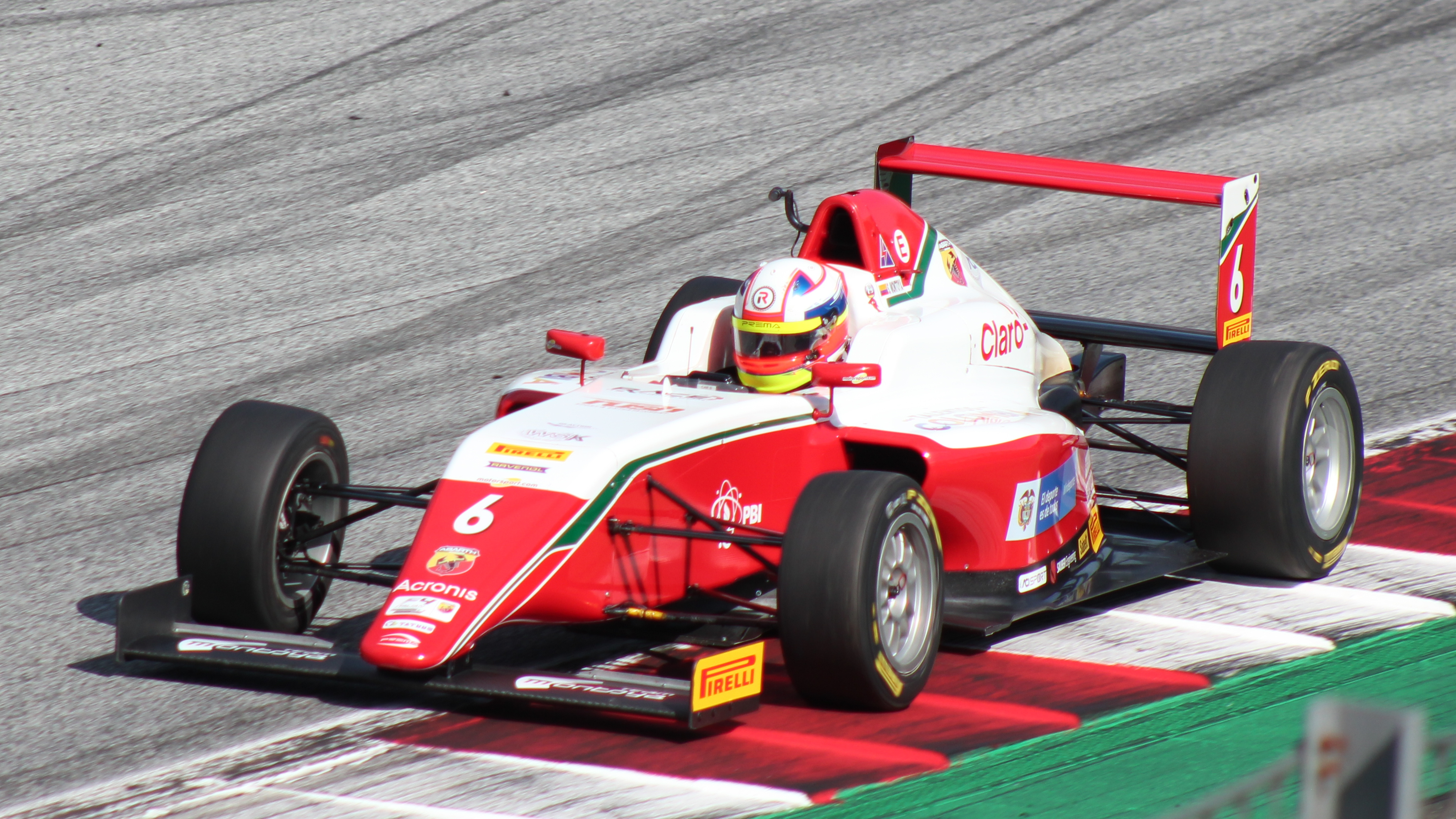
Sebastián Montoya en Formule 4 italienne en 2021 à Spielberg.

En janvier 2020, il s'engage en championnat d'Italie de Formule 4 avec Prema Powerteam où il se montre assez régulier et se classe onzième du championnat avec 81 points. Il participe également à des manches sélectionnées du championnat d'Allemagne de Formule 4 avec la même équipe ; il marque dix points et termine dix-septième du championnat.
Il retente sa chance l'année suivante dans les mêmes championnats avec la même écurie. En championnat d'Italie, il monte neuf fois sur le podium et réalise deux pole positions ; il se classe quatrième du championnat avec 194 points. En championnat d'Allemagne, il dispute six courses, obtient trois podiums et se classe neuvième avec 72 points.

### Formule Régionale

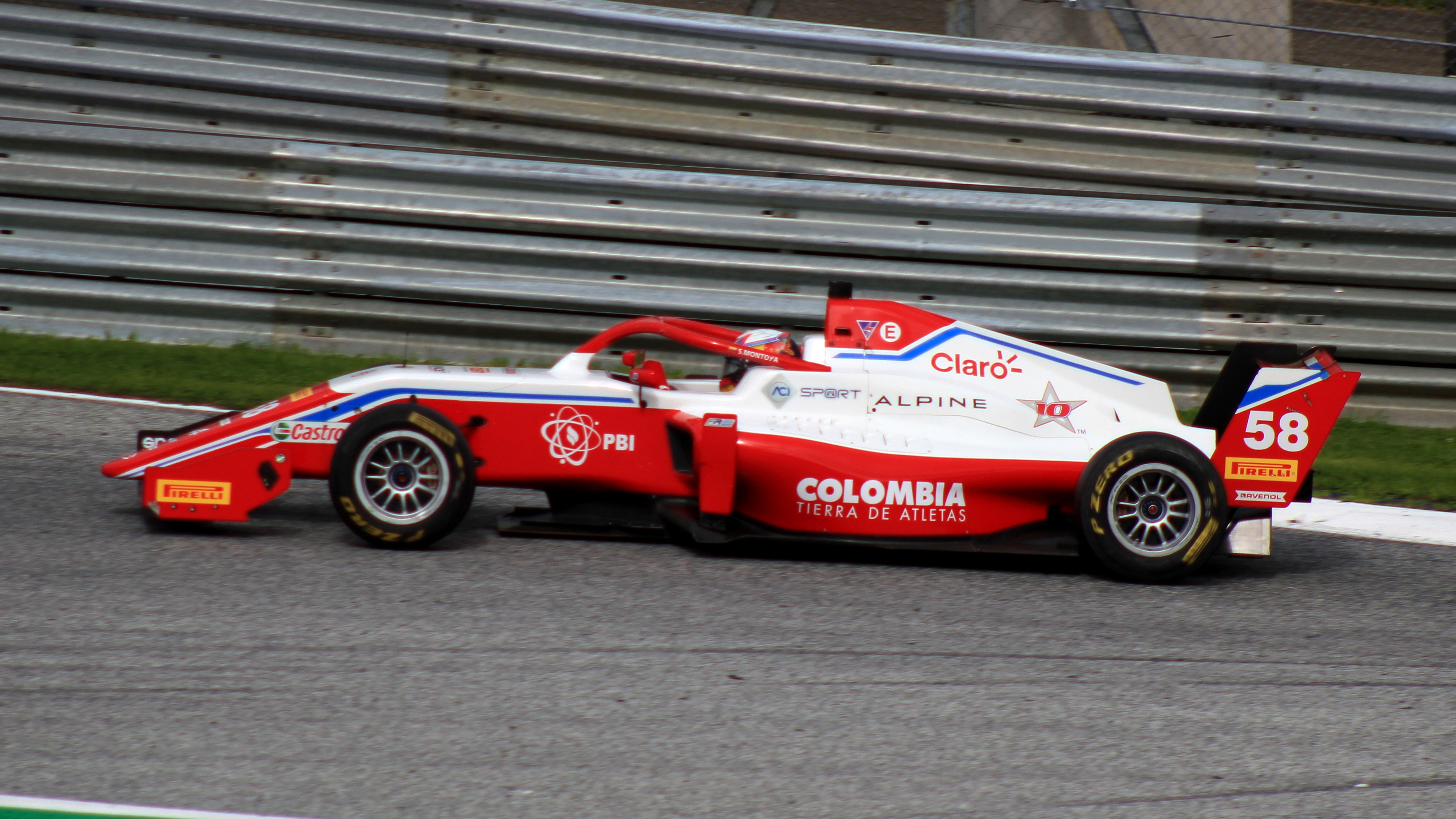
Sebastián Montoya en Formule Régionale en 2022 à Spielberg.

Montoya passe ensuite en Formule Régionale en 2022 ; il participe au championnat d'Asie de Formule Régionale où il rejoint l'écurie indienne Mumbai Falcons Racing aux côtés d'Arthur Leclerc et de Dino Beganovic. Il laisse sa place à Oliver Bearman pour les deux dernières manches. Il remporte deux victoires, réalise trois pole positions et se classe septième avec 92 points.
Il rejoint ensuite le championnat d'Europe de Formule Régionale, où il retrouve l'écurie Prema Powerteam et Beganovic comme coéquipier ; il fait également équipe avec Paul Aron et Hamda Al Qubaisi. 

### Formule 3 FIA

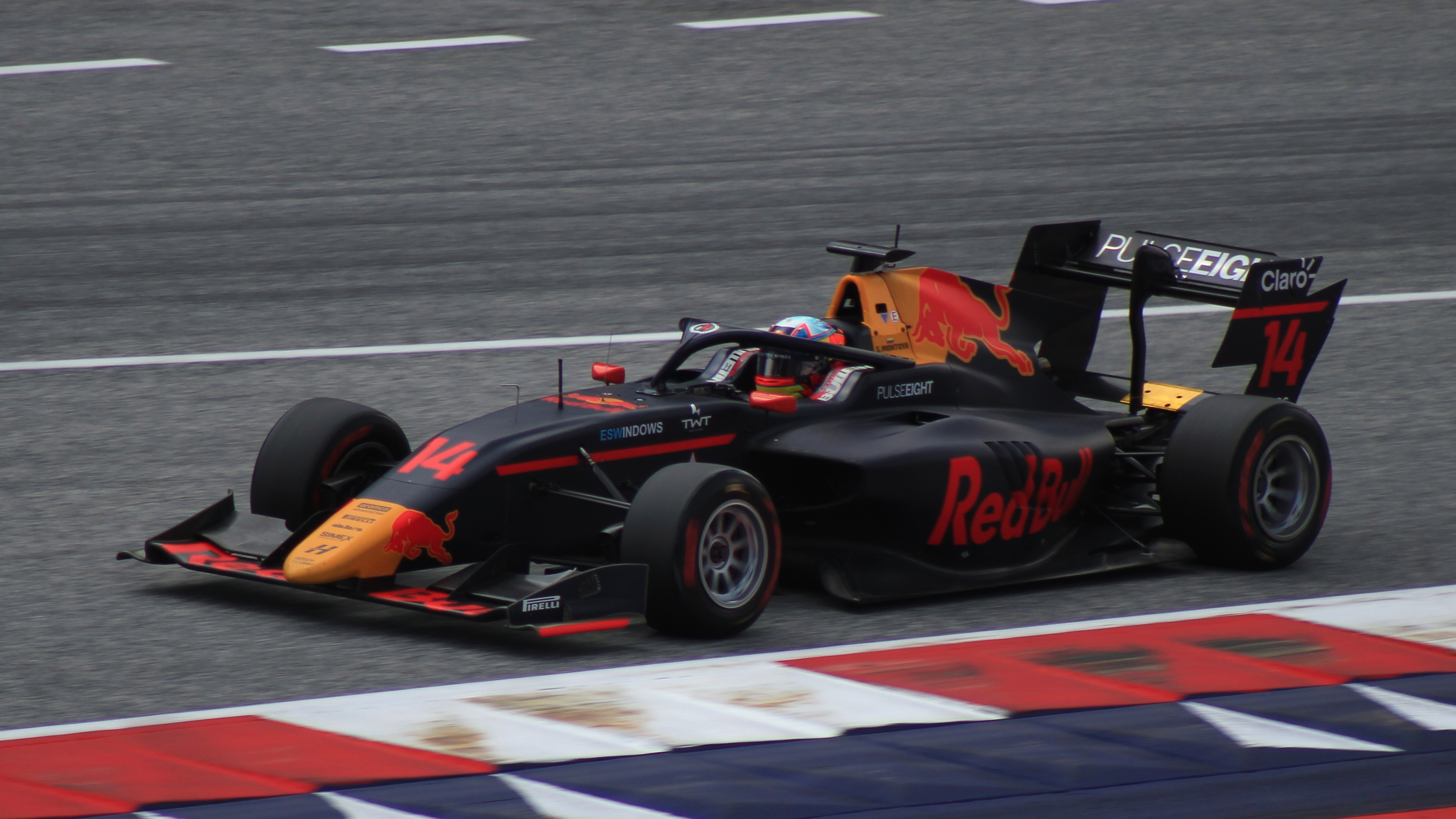
Sebastián Montoya en Formule 3 FIA en 2023 à Spielberg.

En 2022, Montoya participe à deux courses au sein de l'écurie Campos Racing sur le circuit de Zandvoort en remplacement d'Oliver Goethe qui dispute la finale de l'Euroformula Open. En terminant huitième des deux courses, il inscrit sept points, et se classe 21e au championnat. Il participe ensuite aux essais d'après-saison avec Hitech.
En 2023, le Colombien dispute sa première saison complète de Formule 3 avec l'écurie Hitech GP. Il intègre par la même occasion le Red Bull Junior Team. Il décroche son premier podium en terminant deuxième de la course sprint sur le circuit de l'Albert Park profitant d'une disqualification de Franco Colapinto. A Monaco, il s'accroche avec Caio Collet et abîme son aileron avant, il est ensuite disqualifié pour un pneu mal monté lors du pit-stop. Tout au long de la saison, il termine à huit reprises dans les points, en plus de son podium, finissant l'année avec 37 points et une 16e place au championnat.

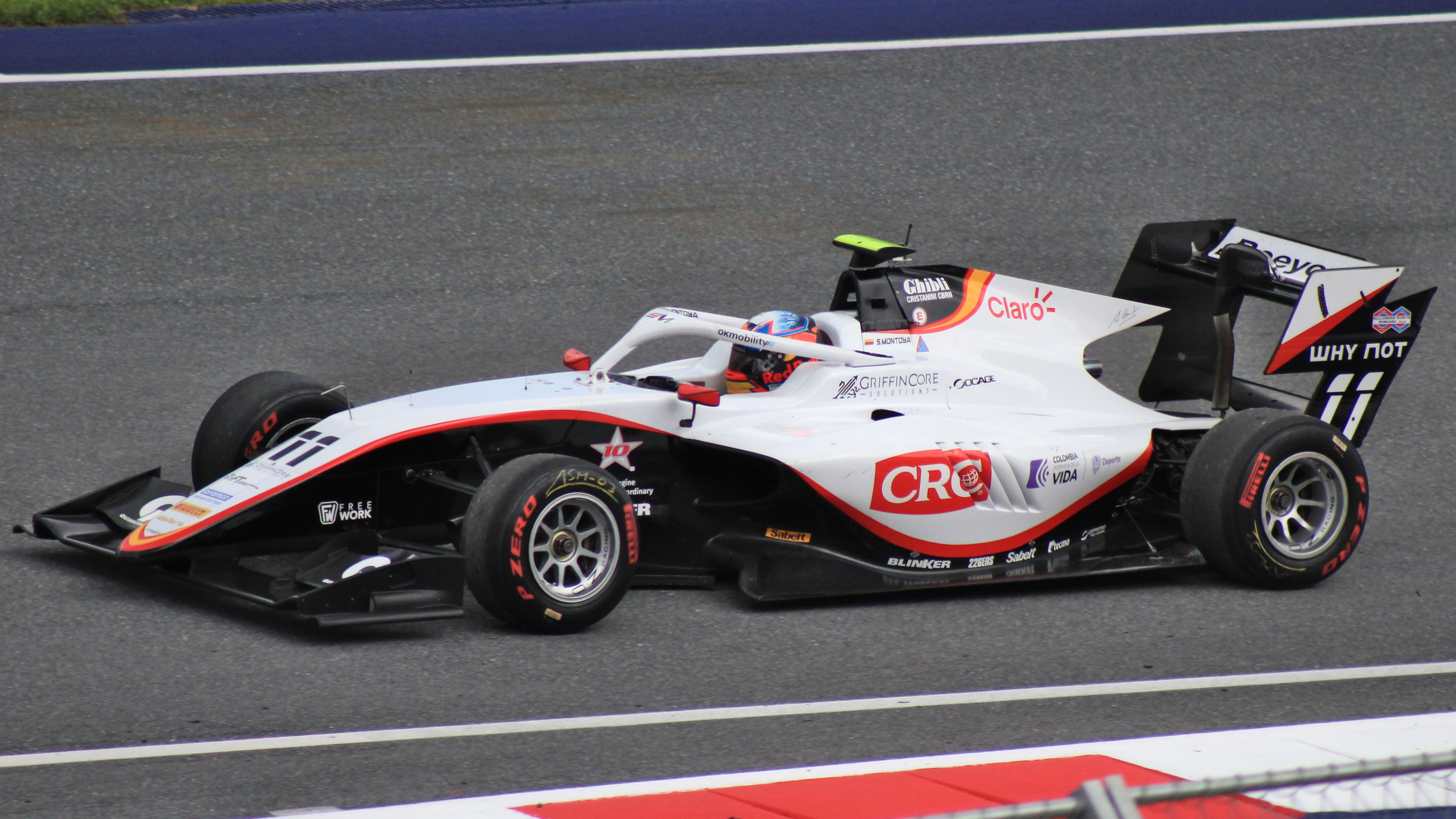
Sebastián Montoya en Formule 3 FIA en 2024 à Spielberg.

En 2024, il rejoint l'écurie Campos Racing où il retrouve Mari Boya et Oliver Goethe. Il marque ses premiers points de la saison à Melbourne en terminant huitième de la course sprint puis sixième de la course sprint avant d'un inscrire un autre lors de la manche suivante à Imola. Après une série de trois manches vierges ponctuée de trois abandons, il fait son retour dans les points lors de la course sprint de Silvertone avec une septième place à l'arrivée. En fin de saison, lors de la manche de Spa-Francorchamps, il termine cinquième de la course sprint puis monte sur le podium lors de la course principale. Montoya termine la saison à la 17e place du championnat avec 40 points.

### Endurance

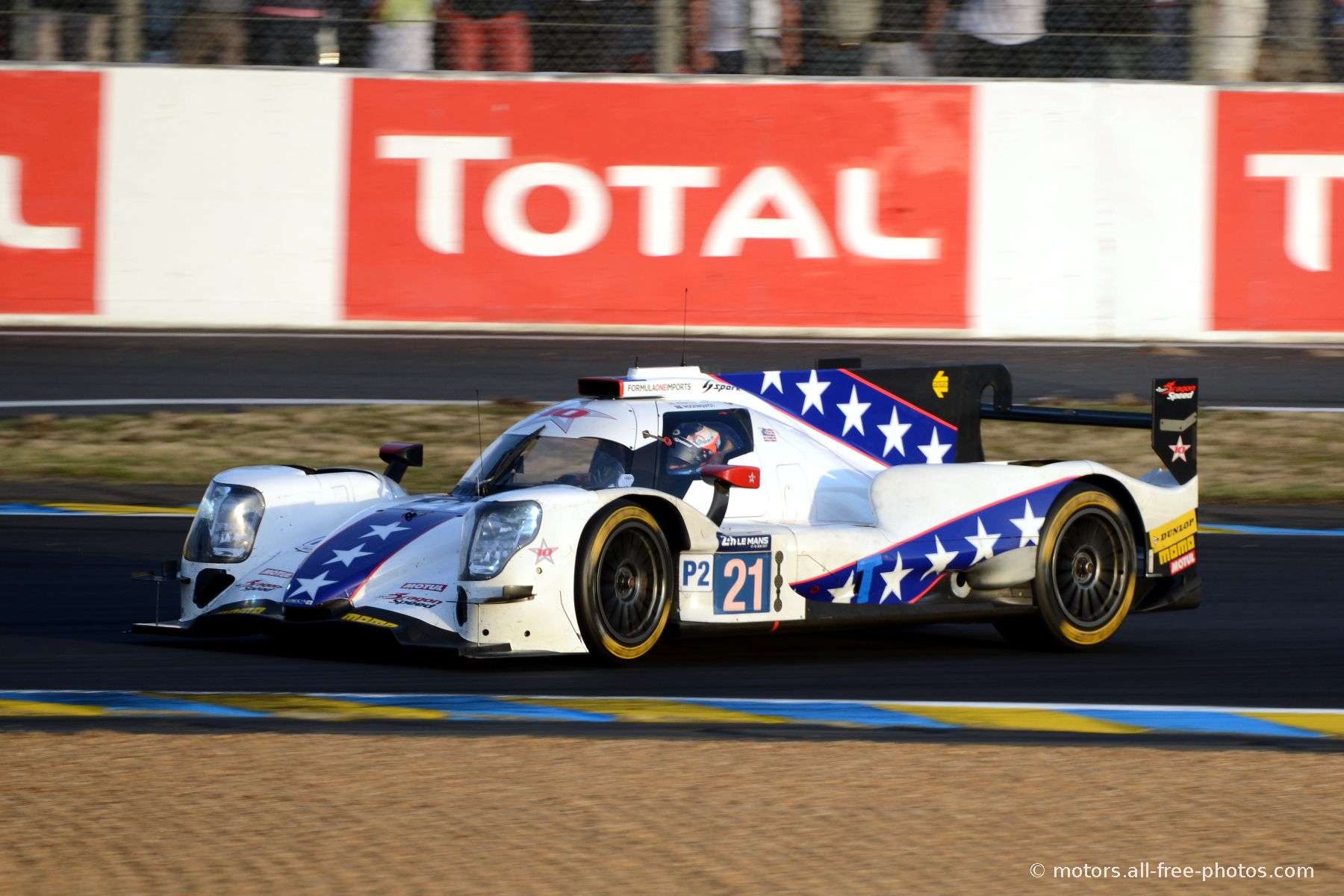
L'Oreca 07 de l'écurie DragonSpeed - 10 Star.

Fin 2021, Sebastián Montoya reçoit l'opportunité d'effectuer le rookie test du Championnat du monde d'endurance FIA à la suite des 8 Heures de Bahreïn pour le compte de l'écurie américaine DragonSpeed - 10 Star, où son père est engagé,.
En 2022, il annonce sa participation aux 12 Heures de Sebring avec son père au sein de l'écurie DragonSpeed - 10 Star dans le cadre du WeatherTech SportsCar Championship.
En 2023, il participe à l'European Le Mans Series, toujours avec l'écurie DragonSpeed - 10 Star et toujours aux côtés de son père. Il termine septième du championnat avec 44 points.

## Palmarès

### Résultats en monoplace
| Saison | Championnat                          | Écurie            | Courses | Victoires | Pole positions | Meilleurs tours | Podiums | Points | Classement |
| ------ | ------------------------------------ | ----------------- | ------- | --------- | -------------- | --------------- | ------- | ------ | ---------- |
| 2020   | Championnat d'Italie de Formule 4    | Prema Powerteam   | 20      | 0         | 0              | 1               | 0       | 81     | 11e        |
| 2020   | Championnat d'Allemagne de Formule 4 | Prema Powerteam   | 6       | 0         | 1              | 1               | 0       | 10     | 17e        |
| 2021   | Championnat d'Italie de Formule 4    | Prema Powerteam   | 21      | 0         | 2              | 4               | 9       | 194    | 4e         |
| 2021   | Championnat d'Allemagne de Formule 4 | Prema Powerteam   | 6       | 0         | 0              | 2               | 3       | 72     | 9e         |
| 2022   | Formule Régionale Asie               | Mumbai Falcons    | 9       | 2         | 3              | 2               | 3       | 92     | 7e         |
| 2022   | Formule Régionale Europe             | Prema Powerteam   | 20      | 0         | 0              | 0               | 0       | 44     | 13e        |
| 2022   | Formule 3 FIA                        | Campos Racing     | 2       | 0         | 0              | 0               | 0       | 7      | 21e        |
| 2023   | Formule Régionale Moyen-Orient       | Hitech Grand Prix | 15      | 0         | 0              | 0               | 0       | 12     | 21e        |
| 2023   | Formule 3 FIA                        | Hitech Grand Prix | 18      | 0         | 0              | 0               | 1       | 37     | 16e        |
| 2024   | Formule 3 FIA                        | Campos Racing     | 20      | 0         | 0              | 0               | 1       | 40     | 17e        |
| 2025   | Formule 2                            | Prema Racing      | 19      | 0         | 0              | 2               | 3       | 72     | 9e         |

### Résultats enWeatherTech SportsCar Championship
| Année | Écurie                | Châssis  | Moteur                     | Classe | 1   | 2   | 3     | 4   | 5   | 6     | 7   | 8     | Position | Points |
| ----- | --------------------- | -------- | -------------------------- | ------ | --- | --- | ----- | --- | --- | ----- | --- | ----- | -------- | ------ |
| 2022  | DragonSpeed - 10 Star | Oreca 07 | Gibson GK428 4,2 L V8 Atmo | LMP2   | DAY | DAY | SEB 8 | LGA | MDO | WGL 5 | ELK | ATL 2 | 13e      | 893    |
| 2022  | DragonSpeed - 10 Star | Oreca 07 | Gibson GK428 4,2 L V8 Atmo | LMP2   | Q   | R   | SEB 8 | LGA | MDO | WGL 5 | ELK | ATL 2 | 13e      | 893    |

### Résultats enEuropean Le Mans Series
| Année | Écurie                | Châssis  | Moteur                     | Classe | 1     | 2     | 3     | 4     | 5     | 6     | Position | Points |
| ----- | --------------------- | -------- | -------------------------- | ------ | ----- | ----- | ----- | ----- | ----- | ----- | -------- | ------ |
| 2023  | DragonSpeed - 10 Star | Oreca 07 | Gibson GK428 4,2 L V8 Atmo | LMP2   | CAT 7 | LEC 7 | ARA 7 | SPA 7 | ALG 5 | POR 5 | 7e       | 44     |